# 藤邦有子
藤邦 有子（とうほう ゆうこ、1957年3月13日 - ）は大阪府出身の女優。趣味・特技は日本舞踊、河内音頭である。身長158cm、体重60kg、靴のサイズ23cmである。所属事務所はケィ・サイド

## 出演

### テレビドラマ
NHK
- ちょっと待って、神様

日本テレビ
- DRAMA COMPLEX夏のラブ&サスペンスシリーズ5

芸能界風雲・一寸先は闇〜説教好き女マネジャーが覗き見するスター歌手の栄光と没落消えた二億円の謎!業界の怖さ教えます!!
TBS系
- 水曜プレミア がんばらない2
- 月曜ミステリー劇場 里見浩太朗芸能生活50周年特別企画『夜盗』
- 里見八犬伝
- 涙そうそう この愛に生きて
- 華麗なる一族
- 自治会長・糸井緋芽子社宅の事件簿5

フジテレビ
- 金曜エンタテイメント「封印された"拉致" 海に消えた真実」

テレビ東京
- 赤い月
- 水曜ミステリー9 家政婦春子　他人の不幸は蜜の味−嫁姑　殺意の接点－（2005年10月5日）

### 舞台
- 恋山彦
- そなたもおなじ野の花か